# Dichagyris funebris
Dichagyris funebris là một loài bướm đêm trong họ Noctuidae.